# FC 장크트파울리
FC 장크트파울리(Fußball-Club St. Pauli)는 독일 함부르크의 축구 클럽으로, 현재 분데스리가에서 활동하고 있다. 구단 명칭의 장크트파울리는 함부르크 내의 지역명이다. FC 장크트파울리는 축구 외에도 럭비와 미식축구, 야구와 볼링, 권투와 체스, 사이클과 핸드볼, 스키틀과 소프트볼, 탁구 등 다른 스포츠 팀도 운영하고 있다. 이 팀은 2002-03 2 푸스볼-분데스리가에서 17위를 기록하면서 당시 독일의 3부 리그였던 레기오날리가 북부 리그로 강등당했다. 그 후 2006-07 레기오날리가 북부 리그에서 1위를 차지하면서 2. 분데스리가로 승격되었으며 2009-10 시즌에서 2위를 차지하면서 분데스리가로 승격되었다. 그러나 분데스리가 2010-11에서 18위를 기록하면서 다시 2. 분데스리가로 강등되었다.

## 선수 명단

### 현재 선수 명단
2024년 7월 26일 기준
참고: FIFA 자격 규정에 따라 소속된 국가대표팀 국기를 표시합니다. 선수는 복수의 FIFA 비회원국 국적을 가지고 있을 수 있습니다.
| 번호 | 포지션 | 국적       | 이름                |
| ---- | ------ | ---------- | ------------------- |
| 1    | GK     |            | 벤 폴               |
| 2    | DF     |            | 마놀리스 살리아카스 |
| 3    | DF     |            | 카롤 메츠           |
| 4    | DF     |            | 다비드 네메트       |
| 5    | DF     |            | 하우케 왈           |
| 7    | MF     |            | 잭슨 어빈 (주장)    |
| 8    | DF     |            | 에리크 스미스       |
| 10   | FW     |            | 다넬 시나니         |
| 11   | FW     |            | 요하네스 에게슈타인 |
| 14   | DF     | 웨일스     | 핀 스티븐스         |
| 16   | MF     |            | 카를로 부칼파       |
| 17   | MF     | 잉글랜드   | 다포 아폴라얀       |
| 18   | FW     | 스코틀랜드 | 스콧 뱅크스         |
| 19   | FW     |            | 안드레아스 알베르스 |

| 번호 | 포지션 | 국적                  | 이름                                       |
| ---- | ------ | --------------------- | ------------------------------------------ |
| 20   | MF     |                       | 에리크 알스트란드                          |
| 21   | DF     |                       | 라르스 리츠카                              |
| 22   | GK     | 보스니아 헤르체고비나 | 니콜라 바실리                              |
| 23   | DF     |                       | 필리프 트로이                              |
| 24   | MF     |                       | 코너 멧캐프                                |
| 25   | DF     |                       | 아담 주비가와                              |
| 26   | FW     | 튀니지                | 엘리아스 사드                              |
| 27   | FW     |                       | 시몬 촐러                                  |
| 28   | GK     |                       | 쇠렌 알레르스                              |
| 29   | FW     | 기니                  | 모르강 길라보기 (랑스에서 임대)            |
| 30   | GK     |                       | 사샤 부르헤르트                            |
| 33   | FW     |                       | 마우리지스                                 |
| 34   | DF     |                       | 무함마드 다하바                            |
| 39   | MF     |                       | 로베르트 바그너 (SC 프라이부르크에서 임대) |

## 역대 감독
| 감독                | 임기        |
| ------------------- | ----------- |
| 제프 피온테크       | 1978 ~ 1979 |
| 에크하르트 크라우춘 | 1997        |
| 요스 뤼휘카이       | 2019 ~ 2020 |